# 双官能团化合物
双官能团化合物是指含有两个官能团的有机化合物，这类化合物的化学反应通常可以体现在两个官能团上。有两个或两个以上官能团的有机化合物也称多官能团化合物。
MOF材料的双官能化是增加MOF化学性质的一种方法。

## 示例
| 官能团1 | 官能团2 | 母体 | 化合物       |
| ------- | ------- | ---- | ------------ |
| 羟基    | 硝基    | 苯   | 4-硝基苯酚   |
| 羟基    | 羧基    | 苯   | 2-羟基苯甲酸 |
| 双键    | 羧基    |      | 丙烯酸       |
| 双键    | 醛基    |      | 丙烯醛       |